# Chapada (kommun i Brasilien)
Chapada är en kommun i Brasilien.   Den ligger i delstaten Rio Grande do Sul, i den södra delen av landet, 1 500 km söder om huvudstaden Brasília. Antalet invånare är 9 377. Arean är 684 kvadratkilometer.
Terrängen i Chapada är huvudsakligen platt, men åt nordost är den kuperad.
Trakten runt Chapada består till största delen av jordbruksmark. Runt Chapada är det mycket glesbefolkat, med 5 invånare per kvadratkilometer.